# Glænø
Glænø ist eine dänische Insel am Nordrand des Smålandsfarvandet (deutsch Smålandsfahrwasser) an der Karrebæksminde Bugt. Die Insel wird vom Holsteinborg Nor von Seeland getrennt, etwas westlich liegt das Noor Basnæs Nor. Die Insel ist 6,8 Kilometer lang, bis 2,1 Kilometer breit und eine Fläche von 559 Hektar. Hier leben 39 Einwohner (1. Januar 2023). Ein Straßendamm verbindet Glænø mit Seeland.
Die Insel gehört zum Kirchspiel (dän.: Sogn) Ørslev Sogn, die bis 1970 zur Harde Vester Flakkebjerg Herred im damaligen Sorø Amt gehörte, danach zur Skælskør Kommune im damaligen Vestsjællands Amt, die mit der Kommunalreform zum 1. Januar 2007 in der Slagelse Kommune in der Region Sjælland aufgegangen ist.
Es geht die Sage, das einst Glænøs Schwesterinsel „Vænø“ im Meer versank und seitdem auf den Untergang der anderen wartet. Wenn das Meer ruhig ist, soll man Vænøs Weiden in der Tiefe ausmachen und die Kirchenglocke heraufläuten hören können.
Nahe der Südküste liegt ein Dolmen.
Der Keramiker und Maler Knud Kyhn (1880–1969) arbeitete oft auf Glænø.